# Coupe du monde de ski acrobatique 1993-1994
Navigation
Édition précédente Édition suivante
La Coupe du monde de ski acrobatique 1993-1994 est la quinzième édition de la Coupe du monde de ski acrobatique organisée par la Fédération internationale de ski. Elle inclut quatre épreuves : les bosses, le saut acrobatique, le ballet et le combiné, une combinaison des trois autres.
 
L’américaine Kristean Porter et le russe Sergei Shupletsov remportent leur premier titre. 

## Déroulement de la compétition
La saison est composée de onze étapes, quatre en Amérique du Nord et sept en Europe, et se déroule du 10 décembre 1993 au 13 mars 1994. Pour chacune d'entre elles, pour les femmes comme pour les hommes, il y a trois épreuves et quatre podiums : le saut acrobatique, le ski de bosses, le ballet (ou acroski) et le combiné qui est la combinaison des résultats des trois autres. En début de saison les épreuves de ski de bosses de Piancavallo sont annulées. À l'inverse en fin de saison la station autrichienne de Kirchberg accueille une épreuve supplémentaire se ski de bosses, qui vient compenser numériquement celle de Piancavallo, mais le combiné n'est pas compté. De même La Plagne voit son épreuve de saut acrobatique masculin annulée et rattrapée à Lake Placid, mais là encore le combiné n'est pas comptabilisé.
La saison est interrompue mi-février par les Jeux olympiques de Lilehamer, qui en plus du ski de bosses déjà discipline olympique à Albertville intègre le saut acrobatique à son programme officiel. Le ballet, en démonstration à Albertville, disparaît du programme.
L'Américaine Kristean Porter et le Russe Sergei Shupletsov remportent tous deux pour la première fois le classement général.
| \| Blackcomb Breckenridge Lake Placid Le Relais \| Sites des compétitions de ski acrobatique en Amérique du Nord |
| Blackcomb Breckenridge Lake Placid Le Relais                                                                     |

| Blackcomb Breckenridge Lake Placid Le Relais |

| \| Tignes Piancavallo La Plagne La Clusaz Altenmarkt im Pongau Kirchberg Hasliberg \| Sites des compétitions de ski acrobatique dans les Alpes |
| Tignes Piancavallo La Plagne La Clusaz Altenmarkt im Pongau Kirchberg Hasliberg                                                                |

| Tignes Piancavallo La Plagne La Clusaz Altenmarkt im Pongau Kirchberg Hasliberg |

| \| Hundfjället \| Sites des compétitions en Scandinavie |
| Hundfjället                                             |

| Hundfjället |

| \| Blackcomb Breckenridge Lake Placid Le Relais \| Sites des compétitions de ski acrobatique en Amérique du Nord |
| Blackcomb Breckenridge Lake Placid Le Relais                                                                     |

| Blackcomb Breckenridge Lake Placid Le Relais |

| \| Tignes Piancavallo La Plagne La Clusaz Altenmarkt im Pongau Kirchberg Hasliberg \| Sites des compétitions de ski acrobatique dans les Alpes |
| Tignes Piancavallo La Plagne La Clusaz Altenmarkt im Pongau Kirchberg Hasliberg                                                                |

| Tignes Piancavallo La Plagne La Clusaz Altenmarkt im Pongau Kirchberg Hasliberg |

| \| Hundfjället \| Sites des compétitions en Scandinavie |
| Hundfjället                                             |

| Hundfjället |

## Classements

### Général
| Rang | Nom                  | Points |
| ---- | -------------------- | ------ |
| 1    | Sergei Shupletsov    | 158.00 |
| 2    | David Belhumeur (pl) | 126.00 |
| 3    | Trace Worthington    | 116.00 |
| 4    | Darcy Downs          | 116.00 |
| 5    | Fabrice Becker       | 98.00  |

| Rang | Nom                    | Points |
| ---- | ---------------------- | ------ |
| 1    | Kristean Porter        | 156.00 |
| 2    | Nataliya Orekhova (en) | 154.00 |
| 3    | Katherina Kubenk       | 150.00 |
| 4    | Maja Schmid (pl)       | 136.00 |
| 5    | Donna Weinbrecht       | 100.00 |

### Saut acrobatique
Chez les femmes, la hiérarchie mondiale établie la saison précédente est conservée : l’ouzbèke Lina Cheryazova domine la compétition en signant dix podiums dont six victoires en onze épreuves, la suisse Colette Brand (trois victoires) et l'américaine Nikki Stone complètent le podium. Chez les hommes la compétition est plus serrée. Le canadien Philippe LaRoche reprend le titre à son compatriote Lloyd Langlois, son troisième après 1991 et 1992, pendant qu'un troisième canadien, Nicolas Fontaine, complète le podium.
| Rang | Nom                    | Points |
| ---- | ---------------------- | ------ |
| 1    | Philippe LaRoche       | 744.00 |
| 2    | Lloyd Langlois         | 680.00 |
| 3    | Nicolas Fontaine       | 672.00 |
| 4    | Trace Worthington      | 668.00 |
| 5    | Christian Rijavec (de) | 652.00 |

| Rang | Nom             | Points |
| ---- | --------------- | ------ |
| 1    | Lina Cheryazova | 792.00 |
| 2    | Colette Brand   | 720.00 |
| 3    | Nikki Stone     | 688.00 |
| 4    | Marie Lindgren  | 656.00 |
| 5    | Kristean Porter | 636.00 |

### Ballet
Chez les femmes, l'Américaine Ellen Breen conserve son titre (le second) et comme lors de la saison précédente, elle le fait en étant sur chacun des onze podiums de la saison : six victoires, trois secondes places et deux troisièmes places. Chez les hommes, le Norvégien triple tenant du titre Rune Kristiansen (de) est détrôné par celui qui était son dauphin depuis deux ans, le Français Fabrice Becker qui réussit lui aussi à être sur l'ensemble des onze podiums de la saison : cinq victoires, cinq secondes places et une troisième place.
| Rang | Nom                    | Points |
| ---- | ---------------------- | ------ |
| 1    | Fabrice Becker         | 788.00 |
| 2    | Heini Baumgartner (de) | 768.00 |
| 3    | Rune Kristiansen (de)  | 760.00 |
| 4    | Ian Edmondson (de)     | 712.00 |
| 5    | Armin Weiß             | 664.00 |

| Rang | Nom                   | Points |
| ---- | --------------------- | ------ |
| 1    | Ellen Breen           | 792.00 |
| 2    | Oksana Kushenko (de)  | 764.00 |
| 3    | Cathy Féchoz          | 764.00 |
| 4    | Annika Johansson (de) | 704.00 |
| 5    | Jeannette Whitte      | 632.00 |

### Bosses
Les deux grands absents de 1993, l'américaine Donna Weinbrecht et le français Edgar Grospiron, sont de retour après leurs blessures respectives, et tous deux reconquièrent leurs titres (leurs quatrièmes). Chez les femmes Weinbrecht est dominatrice (dix podiums dont huit victoires), la compétition est un peu plus disputée chez les hommes même si Grospiron s'impose cinq fois (neuf podiums tout de même).
| Rang | Nom               | Points |
| ---- | ----------------- | ------ |
| 1    | Edgar Grospiron   | 780.00 |
| 2    | Sergei Shupletsov | 748.00 |
| 3    | Jean-Luc Brassard | 744.00 |
| 4    | Olivier Cotte     | 648.00 |
| 5    | Sean Smith (en)   | 524.00 |

| Rang | Nom                  | Points |
| ---- | -------------------- | ------ |
| 1    | Donna Weinbrecht     | 800.00 |
| 2    | Stine Lise Hattestad | 756.00 |
| 3    | Candice Gilg         | 704.00 |
| 4    | Tatjana Mittermayer  | 704.00 |
| 5    | Raphaëlle Monod      | 644.00 |

### Combiné
Chez les femmes trois skieuses monopolisent la quasi intégralité des places sur les podiums : Katherina Kubenk la tenante du titre, Maja Schmid (pl) sa dauphine et Nataliya Orekhova (en). Si c'est la canadienne qui remporte le plus de victoires (quatre), la suisse est plus régulière (la seule à toujours finir sur le podium), c'est-à-dire la même configuration que lors de la saison précédente mais cette fois c'est la régularité qui paie et Schmid ravit le titre à Kubenk. Chez les hommes les problèmes de genou de Trace Worthington l’empêchent de défendre son titre et c'est le canadien David Belhumeur (pl) qui en profite. Avec huit podiums dont trois victoires il devance le russe Sergei Shupletsov (sept podiums dont une victoire) et le canadien Darcy Downs (quatre podiums dont trois victoires).
| Rang | Nom                  | Points |
| ---- | -------------------- | ------ |
| 1    | David Belhumeur (pl) | 588.00 |
| 2    | Sergei Shupletsov    | 580.00 |
| 3    | Darcy Downs          | 568.00 |
| 4    | Rick Moseley         | 540.00 |
| 5    | Jonny Moseley        | 540.00 |

| Rang | Nom                    | Points |
| ---- | ---------------------- | ------ |
| 1    | Maja Schmid (pl)       | 684.00 |
| 2    | Katherina Kubenk       | 680.00 |
| 3    | Nataliya Orekhova (en) | 672.00 |
| 4    | Lisa Hauser            | 528.00 |
| 5    | Kristean Porter        | 196.00 |

## Calendrier et podiums

### Hommes
| Date                                                   | Lieu                  | Épreuve | Vainqueur              | Second                 | Troisième              |
| ------------------------------------------------------ | --------------------- | ------- | ---------------------- | ---------------------- | ---------------------- |
| 10 décembre 1993                                       | Tignes                | Ballet  | Fabrice Becker         | Heini Baumgartner (de) | Roberto Franco (en)    |
| 11 décembre 1993                                       | Tignes                | Bosses  | Thony Hemery           | Olivier Cotte          | Edgar Grospiron        |
| 12 décembre 1993                                       | Tignes                | Saut    | Trace Worthington      | Sonny Schönbächler     | Christian Rijavec (de) |
| 12 décembre 1993                                       | Tignes                | Combiné | Trace Worthington      | Sergei Shupletsov      | Jonny Moseley          |
| 14 décembre 1993                                       | Piancavallo           | Ballet  | Fabrice Becker         | Rune Kristiansen (de)  | Heini Baumgartner (de) |
| 16 décembre 1993                                       | Piancavallo           | Saut    | Nicolas Fontaine       | Christian Rijavec (de) | Eric Bergoust          |
| 20 décembre 1993                                       | La Plagne             | Ballet  | Heini Baumgartner (de) | Fabrice Becker         | Steven Roxberg (pl)    |
| 21 décembre 1993                                       | La Plagne             | Bosses  | Pierre Forget          | Olivier Cotte          | Bruno Bertrand         |
| 7 janvier 1994                                         | Whistler Blackcomb    | Ballet  | Fabrice Becker'        | Heini Baumgartner (de) | Ian Edmondson (de)     |
| 8 janvier 1994                                         | Whistler Blackcomb    | Bosses  | Sergei Shupletsov      | Jean-Luc Brassard      | Marc McDonell          |
| 9 janvier 1994                                         | Whistler Blackcomb    | Saut    | Nicolas Fontaine       | Christian Rijavec (de) | Philippe LaRoche       |
| 9 janvier 1994                                         | Whistler Blackcomb    | Combiné | David Belhumeur (pl)   | Sergei Shupletsov      | Rick Moseley           |
| 14 janvier 1994                                        | Breckenridge          | Ballet  | Heini Baumgartner (de) | Ian Edmondson (de)     | Fabrice Becker         |
| 15 janvier 1994                                        | Breckenridge          | Bosses  | Edgar Grospiron        | Sergei Shupletsov      | Sean Smith (en)        |
| 16 janvier 1994                                        | Breckenridge          | Saut    | Philippe LaRoche       | Lloyd Langlois         | Sonny Schönbächler     |
| 16 janvier 1994                                        | Breckenridge          | Combiné | Darcy Downs            | Sergei Shupletsov      | David Belhumeur (pl)   |
| 20 janvier 1994                                        | Lake Placid           | Ballet  | Rune Kristiansen (de)  | Fabrice Becker         | Heini Baumgartner (de) |
| 21 janvier 1994                                        | Lake Placid           | Bosses  | Edgar Grospiron        | Jean-Luc Brassard      | Jörgen Pääjärvi (pl)   |
| 22 janvier 1994                                        | Lake Placid           | Saut    | Jean-Marc Bacquin      | Lloyd Langlois         | Trace Worthington      |
| 22 janvier 1994                                        | Lake Placid           | Combiné | Darcy Downs            | David Belhumeur (pl)   | Sergei Shupletsov      |
| 23 janvier 1994                                        | Lake Placid           | Saut,   | Sébastien Foucras      | Mats Johansson (pl)    | Kip Griffin (pl)       |
| 28 janvier 1994                                        | Le Relais             | Ballet  | Fabrice Becker         | Rune Kristiansen (de)  | Ian Edmondson (de)     |
| 29 janvier 1994                                        | Le Relais             | Bosses  | Jean-Luc Brassard      | Olivier Allamand       | Edgar Grospiron        |
| 30 janvier 1994                                        | Le Relais             | Saut    | Philippe LaRoche       | Ray Fuerst             | Kris Feddersen (pl)    |
| 30 janvier 1994                                        | Le Relais             | Combiné | David Belhumeur (pl)   | Jonny Moseley          | Rick Moseley           |
| 2 février 1994                                         | La Clusaz             | Ballet  | Heini Baumgartner (de) | Fabrice Becker         | Armin Weiß             |
| 3 février 1994                                         | La Clusaz             | Bosses  | Edgar Grospiron        | Jean-Luc Brassard      | Thony Hemery           |
| 4 février 1994                                         | La Clusaz             | Saut    | Lloyd Langlois         | Sonny Schönbächler     | Philippe LaRoche       |
| 4 février 1994                                         | La Clusaz             | Combiné | Darcy Downs            | David Belhumeur (pl)   | Rick Moseley           |
| 7 février 1994                                         | Hundfjället           | Ballet  | Rune Kristiansen (de)  | Fabrice Becker         | Heini Baumgartner (de) |
| 8 février 1994                                         | Hundfjället           | Bosses  | Edgar Grospiron        | Olivier Cotte          | Sergei Shupletsov      |
| 9 février 1994                                         | Hundfjället           | Saut    | Philippe LaRoche       | Nicolas Fontaine       | Sébastien Foucras      |
| 9 février 1994                                         | Hundfjället           | Combiné | David Belhumeur (pl)   | Sergei Shupletsov      | Darcy Downs            |
| Jeux olympiques de Lillehammer (12 au 13 février 1994) |                       |         |                        |                        |                        |
| 3 mars 1994                                            | Altenmarkt-Zauchensee | Ballet  | Fabrice Becker         | Rune Kristiansen (de)  | Heini Baumgartner (de) |
| 4 mars 1994                                            | Altenmarkt-Zauchensee | Bosses  | Jean-Luc Brassard      | Sergei Shupletsov      | Edgar Grospiron        |
| 5 mars 1994                                            | Altenmarkt-Zauchensee | Saut    | Kris Feddersen (pl)    | Trace Worthington      | Andrew Capicik (en)    |
| 5 mars 1994                                            | Altenmarkt-Zauchensee | Combiné | Trace Worthington      | Sergei Shupletsov      | David Belhumeur (pl)   |
| 6 mars 1994                                            | Kirchberg             | Bosses  | Edgar Grospiron        | Sergei Shupletsov      | Troy Benson (en)       |
| 11 mars 1994                                           | Meiringen-Hasliberg   | Ballet  | Rune Kristiansen (de)  | Fabrice Becker         | Heini Baumgartner (de) |
| 12 mars 1994                                           | Meiringen-Hasliberg   | Bosses  | Sergei Shupletsov      | Edgar Grospiron        | Troy Benson (en)       |
| 13 mars 1994                                           | Meiringen-Hasliberg   | Saut    | Eric Bergoust          | Lloyd Langlois         | Andrew Capicik (en)    |
| 13 mars 1994                                           | Meiringen-Hasliberg   | Combiné | Sergei Shupletsov      | David Belhumeur (pl)   | Jonny Moseley          |

### Femmes
| Date                                                   | Lieu                  | Épreuve | Vainqueur               | Second                 | Troisième              |
| ------------------------------------------------------ | --------------------- | ------- | ----------------------- | ---------------------- | ---------------------- |
| 10 décembre 1993                                       | Tignes                | Ballet  | Oksana Kushenko (de)    | Ellen Breen            | Nataliya Orekhova (en) |
| 11 décembre 1993                                       | Tignes                | Bosses  | Donna Weinbrecht        | Candice Gilg           | Silvia Marciandi (it)  |
| 12 décembre 1993                                       | Tignes                | Saut    | Lina Cheryazova         | Sonja Reichart (de)    | Caroline Olivier (pl)  |
| 12 décembre 1993                                       | Tignes                | Combiné | Katherina Kubenk        | Nataliya Orekhova (en) | Maja Schmid (pl)       |
| 14 décembre 1993                                       | Piancavallo           | Ballet  | Jelena Batalowa (de)    | Ellen Breen            | Jeannette Whitte       |
| 16 décembre 1993                                       | Piancavallo           | Saut    | Colette Brand           | Lina Cheryazova        | Kristean Porter        |
| 20 décembre 1993                                       | La Plagne             | Ballet  | Ellen Breen             | Cathy Féchoz           | Oksana Kushenko (de)   |
| 21 décembre 1993                                       | La Plagne             | Bosses  | Donna Weinbrecht        | Silvia Marciandi (it)  | Stine Lise Hattestad   |
| 22 décembre 1993                                       | La Plagne             | Saut    | Colette Brand           | Lina Cheryazova        | Stacey Blumer (en)     |
| 22 décembre 1993                                       | La Plagne             | Combiné | Katherina Kubenk        | Nataliya Orekhova (en) | Maja Schmid (pl)       |
| 7 janvier 1994                                         | Whistler Blackcomb    | Ballet  | Ellen Breen             | Oksana Kushenko (de)   | Kristean Porter        |
| 8 janvier 1994                                         | Whistler Blackcomb    | Bosses  | Donna Weinbrecht        | Tatjana Mittermayer    | Anne Dowling           |
| 9 janvier 1994                                         | Whistler Blackcomb    | Saut    | Elfie Simchen (de)      | Nikki Stone            | Marie Lindgren]        |
| 9 janvier 1994                                         | Whistler Blackcomb    | Combiné | Katherina Kubenk        | Nataliya Orekhova (en) | Maja Schmid (pl)       |
| 14 janvier 1994                                        | Breckenridge          | Ballet  | Ellen Breen             | Oksana Kushenko (de)   | Cathy Féchoz           |
| 15 janvier 1994                                        | Breckenridge          | Bosses  | Donna Weinbrecht        | Tatjana Mittermayer    | Liz McIntyre           |
| 16 janvier 1994                                        | Breckenridge          | Saut    | Lina Cheryazova         | Colette Brand          | Nataliya Orekhova (en) |
| 16 janvier 1994                                        | Breckenridge          | Combiné | Nataliya Orekhova (en)  | Maja Schmid (pl)       | Katherina Kubenk       |
| 20 janvier 1994                                        | Lake Placid           | Ballet  | Cathy Féchoz            | Oksana Kushenko (de)   | Ellen Breen            |
| 21 janvier 1994                                        | Lake Placid           | Bosses  | Donna Weinbrecht        | Stine Lise Hattestad   | Liz McIntyre           |
| 22 janvier 1994                                        | Lake Placid           | Saut    | Lina Cheryazova         | Nikki Stone            | Marie Lindgren]        |
| 22 janvier 1994                                        | Lake Placid           | Combiné | Maja Schmid (pl)        | Katherina Kubenk       | Nataliya Orekhova (en) |
| 28 janvier 1994                                        | Le Relais             | Ballet  | Ellen Breen             | Oksana Kushenko (de)   | Cathy Féchoz           |
| 29 janvier 1994                                        | Le Relais             | Bosses  | Donna Weinbrecht        | Candice Gilg           | Stine Lise Hattestad   |
| 30 janvier 1994                                        | Le Relais             | Saut    | Lina Cheryazova         | Nataliya Orekhova (en) | Nikki Stone            |
| 30 janvier 1994                                        | Le Relais             | Combiné | Nataliya Orekhova (en)  | Maja Schmid (pl)       | Katherina Kubenk       |
| 2 février 1994                                         | La Clusaz             | Ballet  | Ellen Breen             | Oksana Kushenko (de)   | Jeannette Whitte       |
| 3 février 1994                                         | La Clusaz             | Bosses  | Candice Gilg            | Raphaëlle Monod        | Petra Moroder (it)     |
| 4 février 1994                                         | La Clusaz             | Saut    | Lina Cheryazova         | Kirstie Marshall       | Jilly Curry (en)       |
| 4 février 1994                                         | La Clusaz             | Combiné | Maja Schmid (pl)        | Données indisponibles  | Données indisponibles  |
| 7 février 1994                                         | Hundfjället           | Ballet  | Ellen Breen             | Cathy Féchoz           | Oksana Kushenko (de)   |
| 8 février 1994                                         | Hundfjället           | Bosses  | Stine Lise Hattestad    | Donna Weinbrecht       | Raphaëlle Monod        |
| 9 février 1994                                         | Hundfjället           | Saut    | Lina Cheryazova         | Colette Brand          | Marie Lindgren         |
| 9 février 1994                                         | Hundfjället           | Combiné | Katherina Kubenk        | Maja Schmid (pl)       | Nataliya Orekhova (en) |
| Jeux olympiques de Lillehammer (12 au 13 février 1994) |                       |         |                         |                        |                        |
| 3 mars 1994                                            | Altenmarkt-Zauchensee | Ballet  | Cathy Féchoz            | Jelena Batalowa (de)   | Ellen Breen            |
| 4 mars 1994                                            | Altenmarkt-Zauchensee | Bosses  | Ljudmila Dymchenko (de) | Stine Lise Hattestad   | Donna Weinbrecht       |
| 5 mars 1994                                            | Altenmarkt-Zauchensee | Saut    | Marie Lindgren          | Caroline Olivier (pl)  | Lina Cheryazova        |
| 5 mars 1994                                            | Altenmarkt-Zauchensee | Combiné | Maja Schmid (pl)        | Kristean Porter        | Nataliya Orekhova (en) |
| 6 mars 1994                                            | Kirchberg             | Bosses  | Donna Weinbrecht        | Stine Lise Hattestad   | Candice Gilg           |
| 11 mars 1994                                           | Meiringen-Hasliberg   | Ballet  | Cathy Féchoz            | Ellen Breen            | Jelena Batalowa (de)   |
| 12 mars 1994                                           | Meiringen-Hasliberg   | Bosses  | Donna Weinbrecht        | Stine Lise Hattestad   | Candice Gilg           |
| 13 mars 1994                                           | Meiringen-Hasliberg   | Saut    | Colette Brand           | Caroline Olivier (pl)  | Lina Cheryazova        |
| 13 mars 1994                                           | Meiringen-Hasliberg   | Combiné | Kristean Porter         | Maja Schmid (pl)       | Nataliya Orekhova (en) |